# Esku
Esku – wieś w Estonii, w prowincji Jõgeva, w gminie Põltsamaa.